# James Carter (lekkoatleta)
James Carter (ur. 7 maja 1978 w Baltimore) – amerykański lekkoatleta, płotkarz.
Ulubionym dystansem Cartera jest 400 metrów przez płotki i to na nim odnosi swoje największe sukcesy :
- 4. miejsce podczas Igrzysk Olimpijskich (Sydney 2000)
- 1. miejsce w Pucharze Świata w Lekkoatletyce (Madryt 2002)
- 4. miejsce na Igrzyskach Olimpijskich (Ateny 2004)
- 2. miejsce w Światowym Finale IAAF (Monako 2004)
- srebrny medal Mistrzostw Świata w Lekkoatletyce (Helsinki 2005)
- 4. miejsce na Mistrzostwach Świata w Lekkoatletyce (Osaka 2007)
- 3. miejsce w Światowym Finale IAAF (Stuttgart 2007)

## Rekordy życiowe
- bieg na 400 m przez płotki - 47.43 (2005)
- bieg na 60 m (hala) - 6.74 (2007)
- bieg na 200 m (hala) - 21.03 (2004)
- bieg na 400 m (hala) - 46.36 (2001)